# Šarūnas Bartas
Šarūnas Bartas (às vezes transcrito Sharunas Bartas; Šiauliai, 16 de agosto de 1964) é um diretor, roteirista e ator de cinema lituano.
Estudou cinema no Instituto Estatal Panrusso de Cinematografia  S. A. Gerasimov (VGIK), em  Moscou. Estreou na direção com o curta-metragem Tofolaria (1986), sobre a região histórica da Tofalária, situada no sudeste da Sibéria e habitada por um povo túrquico falante da língua tofa e que, originalmente nômade, foi submetido a sedentarização forçada a partir de 1929-1930. Em 1991, dirigiu seu primeiro longa-metragem: Trys dienos ("Tês dias"). Posteriormente, Bartas voltaria a tratar do povo tofalar (do qual restam menos de 1 000 indivíduos), no longa Mūsų nedaug ("Poucos de nós"), de 1996.
Bartas foi casado com a atriz Yekaterina Golubeva (1966-2011), que atuou em alguns dos seus filmes e de quem se divorciou pouco depois do nascimento da filha do casal, Ina Marija Bartaitė (1996-2021), a qual também chegou a atuar em dois dos filmes de seu pai.

## Filmografia
- 1986 - Tofolaria ("Tofalária"; curta-metragem)
- 1990 - Praėjusios dienos atminimui ("Em memória do dia anterior"; documentário)
- 1991 - Trys dienos ("Tês dias")
- 1995 - Koridorius ("O Corredor")
- 1996 - Mūsų nedaug ("Poucos de nós")
- 1997 - Namai  ("Lar")
- 2000 - Laisvė ("Liberdade")
- 2004 - Visions of Europe; episódio Children lose nothing ("As crianças não perdem nada")
- 2005 - ''Septyni nematomi žmonės ("Sete pessoas invisíveis")
- 2010 - Eurazijos aborigenas ("Aborígene da Eurásia")
- 2015 - Ramybė mūsų sapnuose ("Paz em nossos sonhos")
- 2017 - Šerkšnas ("Geada")
- 2019 - Sutemose  ("Na penumbra")

## Prêmios
- 1990 - Prêmio da Audiência no Festival International do Documentários de Amsterdam,  por Praėjusios dienos atminimui
- 1992 - Prêmio FIPRESCI - Menção Honrosa e Prêmio do Júri Ecumênico - Menção Especial no Festival Internacional de Cinema de Berlim,  por Trys dienos
- 1995 - Prêmio FIPRESCI na Viennale, por Koridorius

Pêmio C.I.C.A.E. do Festival Internacional de Cinema Jovem de Turim, por Koridorius
- 2000 - Prêmio CinemAvvenire (melhor filme sobre Relações Homem-Natureza) no Festival Internacional de Cinema de Veneza, por Laisvė
- 2010 - Melhor Diretor, no Festival de Cinema Lituano, por Eurazijos aborigenas
- 2016 - Melhor Diretor e Melhor Filme, no Festival de Cinema Lituano, por Ramybė mūsų sapnuose
- 2017 - Melhor Diretor no Listapad (Festival Internacional de Cinema de Minsk), por Šerkšnas
- 2018 - Festival Internacional de Cinema de Istambul, categoria Direitos Humanos, por Šerkšnas